# لحمر (مودية)

تعديل مصدري - تعديل

لحمر هي إحدى قرى عزلة مودية بمديرية مودية التابعة لمحافظة أبين، بلغ تعداد سكانها 561 نسمة حسب تعداد اليمن لعام 2004.